# Ualabi de ratlla negra
El ualabi de ratlla negra (Notamacropus dorsalis) és un ualabi de mida mitjana que viu a Austràlia, des de Townsville (Queensland) fins a Narrabri (Nova Gal·les del Sud). A Nova Gal·les del Sud només hi és present a l'oest de les Serralades Australianes. Les poblacions estan minvant en aquestes zones, però encara no està classificat com a espècie amenaçada. Tanmateix, la població de Nova Gal·les del Sud està classificada com a amenaçada.